# Лелесе
Лелесе (рум. Lelese) — село у повіті Хунедоара в Румунії. Адміністративний центр комуни Лелесе.
Село розташоване на відстані 303 км на північний захід від Бухареста, 22 км на південний захід від Деви, 135 км на південний захід від Клуж-Напоки, 114 км на схід від Тімішоари.

## Населення
За даними перепису населення 2002 року у селі проживали 194 особи, з них 191 особа (98,5%) румунів. Рідною мовою 191 особа (98,5%) назвала румунську.